# Kajmany na Mistrzostwach Świata w Lekkoatletyce 2015
Reprezentacja Kajmanów na Mistrzostwach Świata w Lekkoatletyce 2015 liczyła 2 zawodników.

## Występy reprezentantów Kajmanów
| Konkurencja                | Zawodnik      | Runda 1  | Runda 1 | Półfinał | Półfinał | Finał    | Finał   |
| Konkurencja                | Zawodnik      | Rezultat | Pozycja | Rezultat | Pozycja  | Rezultat | Pozycja |
| -------------------------- | ------------- | -------- | ------- | -------- | -------- | -------- | ------- |
| Bieg na 100 m              | Kemar Hyman   | 10,32    | 38.     | NQ       | NQ       | NQ       | NQ      |
| Bieg na 110 m przez płotki | Ronald Forbes | 13,78    | 30.     | NQ       | NQ       | NQ       | NQ      |